# Bäumchesweg 106 (Mönchengladbach)

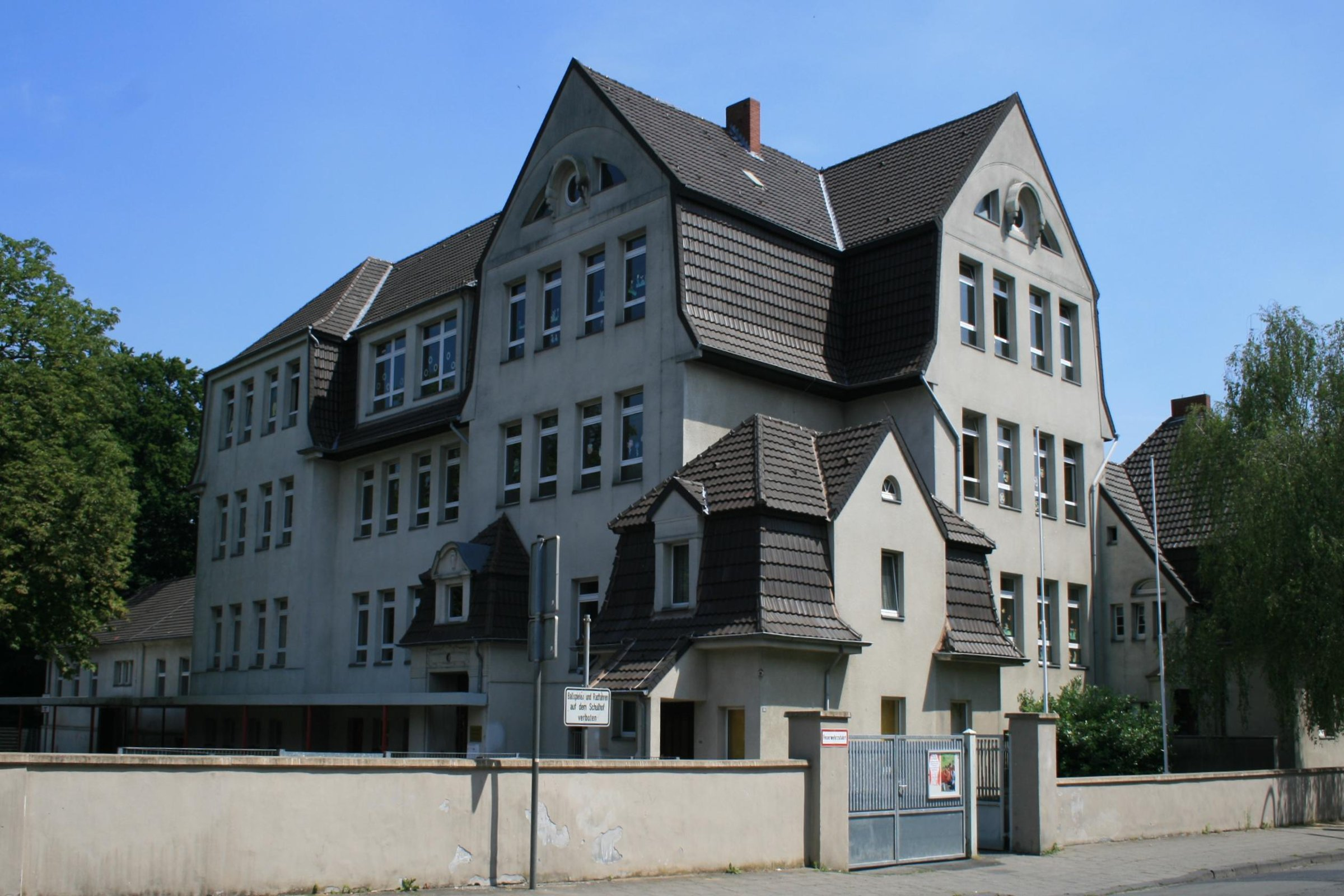
Grundschule (2011)

Die Sonderschule Bäumchesweg 106 steht in Mönchengladbach (Nordrhein-Westfalen).
Das Schulgebäude wurde 1910/1911 erbaut. Es ist unter Nr. B 034 am 24. September 1984 in die Denkmalliste der Stadt Mönchengladbach< eingetragen worden.

## Architektur
Das Schulgebäude ist ein zweigeschossiger Massivbau über einem hohen Untergeschoss mit ausgebautem Mansarddach auf einem H-förmigen Grundriss. Die Schule wurde mit eingeschossigen Annexbauten des Hausmeister- und Rektorenwohnhauses erweitert.
Das Objekt mit gegliederten Rauputzfassaden und glatt eingeschnittenen Fensteröffnungen ist an der Hauptfassade zum Pausenhof in 3 × 4 Achsen gegliedert. Der charakteristische Schulbau aus der Zeit vor dem Ersten Weltkrieg ist erhaltenswert aus architekturgeschichtlichen und städtebaulichen Gründen.